# Zié Ouattara
Zié Mohamed Ouattara (Abidjan, 9 aprile 2000) è un calciatore ivoriano, difensore del Radomiak Radom.

## Caratteristiche tecniche
È un terzino destro.

## Carriera

### Club
Cresciuto nel settore giovanile dell'ASEC Mimosas, nel 2018 è stato acquistato dal Vitória Guimarães che lo ha aggregato per due stagioni alla propria seconda squadra. Il 19 ottobre 2020 ha debuttato in prima squadra giocando l'incontro di Primeira Liga vinto 1-0 contro il Boavista; termina la stagione 2020-2021 con complessive 10 presenze nella prima divisione portoghese.

### Nazionale
Nel 2021 ha giocato 2 partite nei Giochi Olimpici di Tokyo.

## Statistiche
Statistiche aggiornate al 2 febbraio 2023.

### Presenze e reti nei club
| Stagione                   | Squadra                    | Campionato                 | Campionato | Campionato | Coppe nazionali | Coppe nazionali | Coppe nazionali | Coppe continentali | Coppe continentali | Coppe continentali | Altre coppe | Altre coppe | Altre coppe | Totale | Totale | Totale |
| Stagione                   | Squadra                    | Comp                       | Pres       | Reti       | Comp            | Pres            | Reti            | Comp               | Pres               | Reti               | Comp        | Pres        | Reti        | Pres   | Reti   |        |
| -------------------------- | -------------------------- | -------------------------- | ---------- | ---------- | --------------- | --------------- | --------------- | ------------------ | ------------------ | ------------------ | ----------- | ----------- | ----------- | ------ | ------ | ------ |
| 2018-2019                  | Vitória Guimarães B        | LdH                        | 11         | 0          |                 | -               | -               |                    | -                  | -                  |             | -           | -           | 11     | 0      |        |
| 2019-2020                  | Vitória Guimarães B        | SD                         | 15         | 0          |                 | -               | -               |                    | -                  | -                  |             | -           | -           | 15     | 0      |        |
| Totale Vitoria Guimaraes B | Totale Vitoria Guimaraes B | Totale Vitoria Guimaraes B | 26         | 0          |                 | 0               | 0               |                    | -                  | -                  |             | -           | -           | 26     | 0      |        |
| 2020-2021                  | Vitória Guimarães          | PL                         | 10         | 0          | CP+CdL          | 0+1             | 0               |                    | -                  | -                  |             | -           | -           | 11     | 0      |        |
| 2021-2022                  | Vitória Guimarães          | PL                         | -          | -          | CP+CdL          | -               | -               |                    | -                  | -                  |             | -           | -           | -      | -      |        |
| 2022-2023                  | Portimonense               | PL                         | 16         | 1          | CP+CdL          | 1+3             | 0               |                    | -                  | -                  |             | -           | -           | 20     | 1      |        |
| Totale carriera            | Totale carriera            | Totale carriera            | 52         | 1          |                 | 4               | 0               |                    | -                  | -                  |             | -           | -           | 57     | 1      |        |